# Dziura w Czarnej Turni I

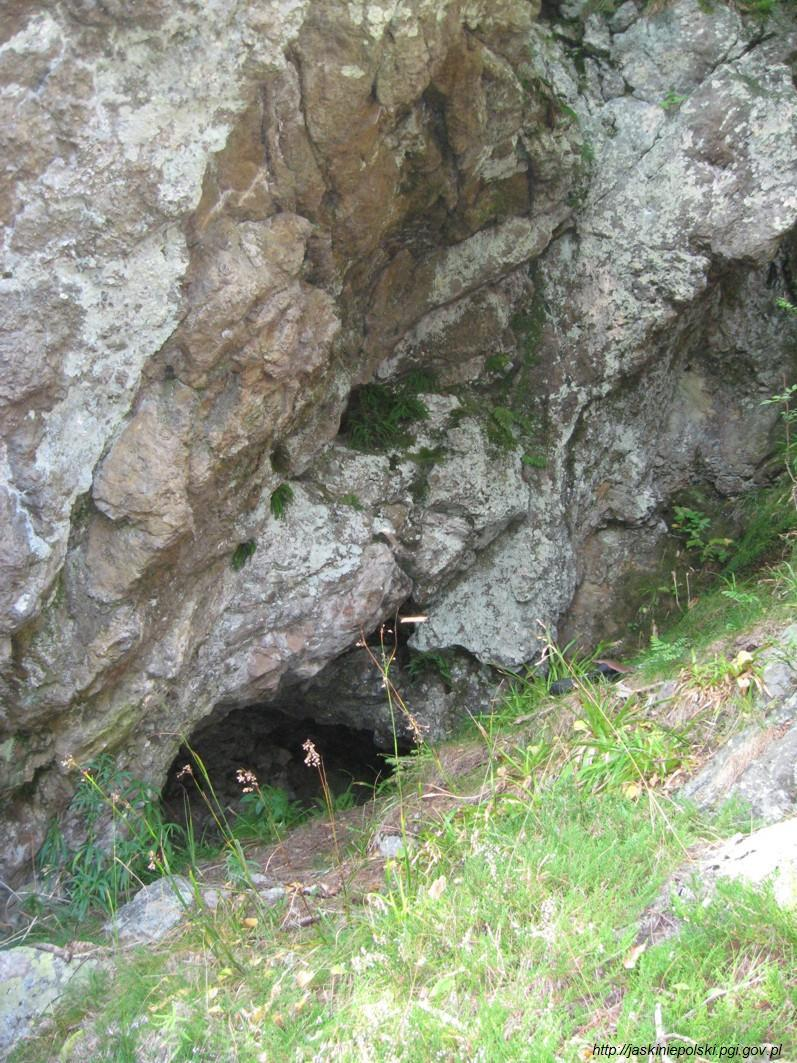
Otwór jaskini

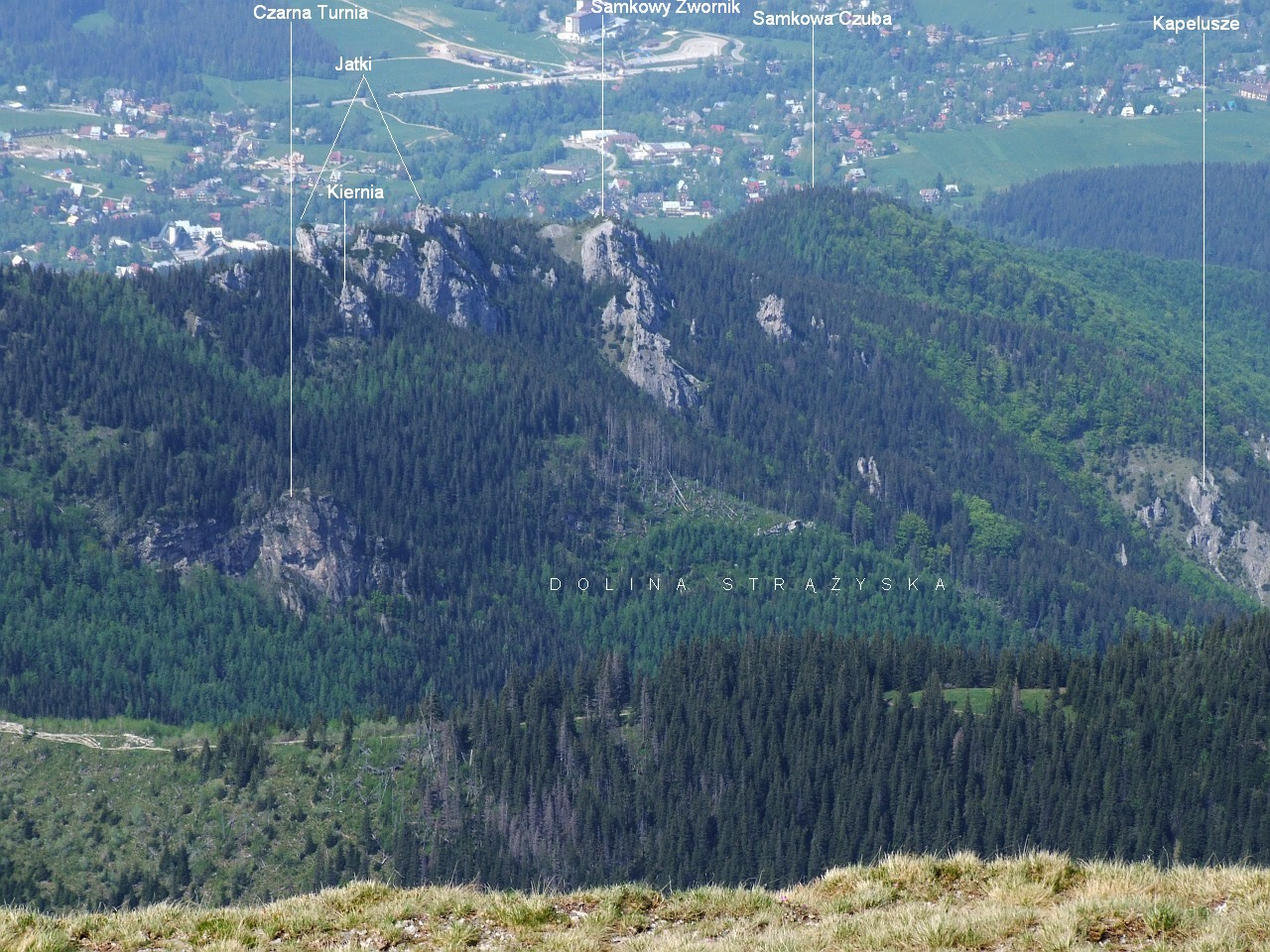
Grzbiet Łysanek. Po lewej Czarna Turnia

Dziura w Czarnej Turni I – jaskinia, a właściwie schronisko, w Dolinie Strążyskiej w Tatrach Zachodnich. Wejście do niej znajduje się w Dolinie Grzybowieckiej, w grzbiecie Łysanek, pod ścianą Czarnej Turni, w pobliżu Dziury w Czarnej Turni II i Dziury w Czarnej Turni III, na wysokości 1278 metrów n.p.m. Długość jaskini wynosi 5,5 metrów, a jej deniwelacja 1,5 metrów.

## Opis jaskini
Jaskinię stanowi szczelinowy, idący w dół, niski korytarzyk zaczynający się w niewielkim, trójkątnym otworze wejściowym z okapem, a kończący szczeliną nie do przejścia.

## Przyroda
W jaskini brak jest nacieków. Ściany są suche, rosną na nich paprotniki, mchy i porosty.

## Historia odkryć
Jaskinię odkryli oraz sporządzili jej plan i opis B. i T. Zwijacz-Kozica w 1994 roku.